# Mineraloid

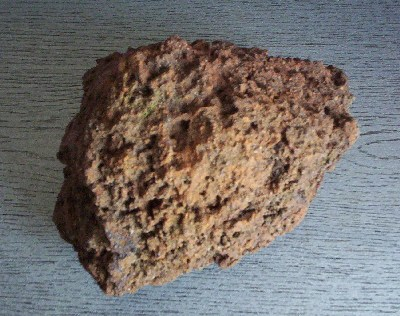
Limonit

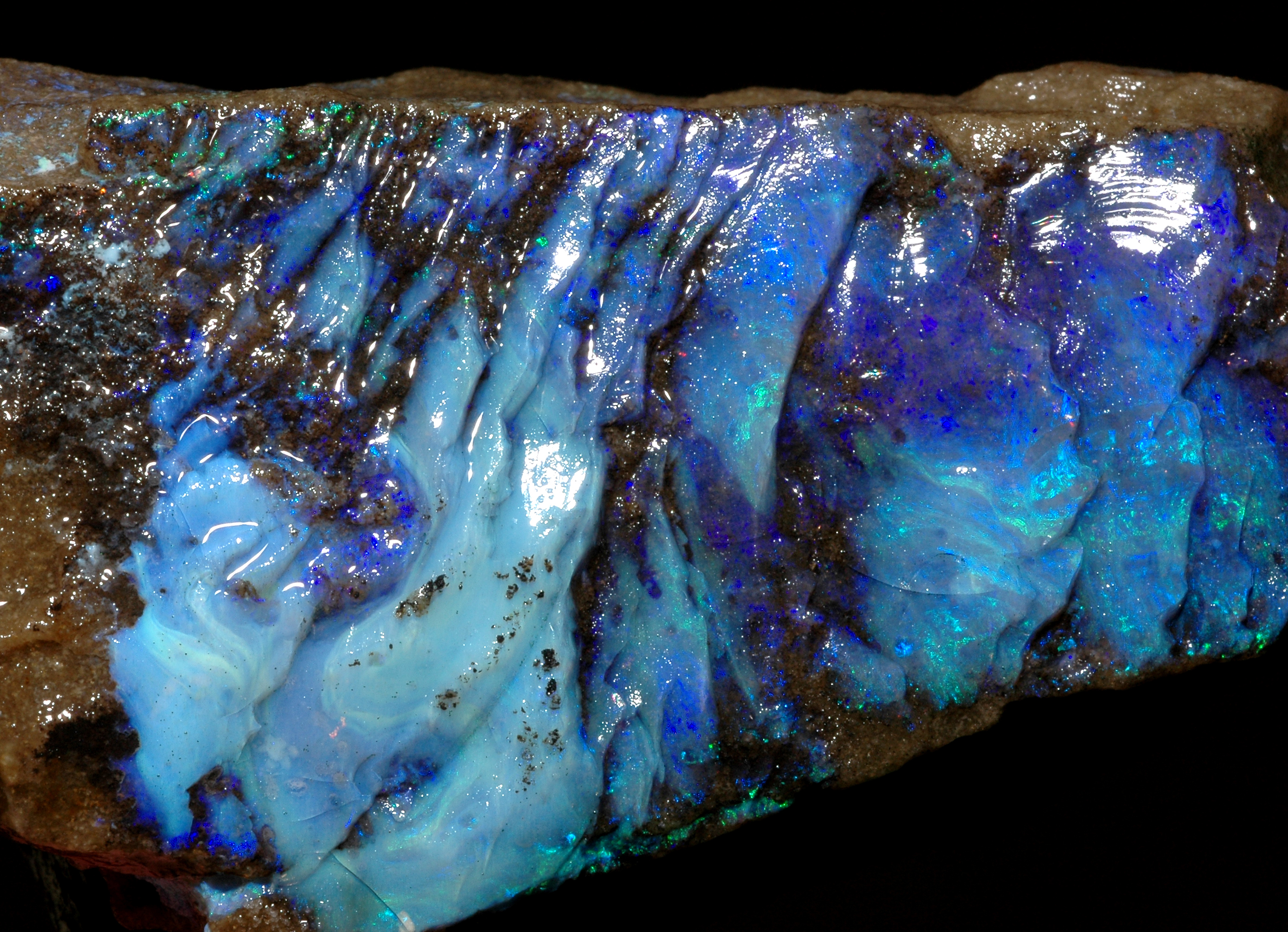
Opal

Mineraloid – naturalnie występująca substancja o uporządkowaniu wewnętrznym odmiennym niż w przypadku minerałów. Jest często uważana za nieoficjalną klasę składników budulcowych lub za podklasę minerałów.
Mineraloidy są to zazwyczaj zwarte grupy różnych minerałów lub mieszaniny związków chemicznych niebędących minerałami. 
Do mineraloidów zalicza się zazwyczaj:
- opal
- obsydian
- bursztyn
- perły
- gagat
- i inne.